# 공기 현가장치
공기 현가장치(air suspension 에어 서스펜션[*])는 압축공기의 탄력성을 이용한 현가장치다.

## 특징
비선형 특성이다. 용수철 정수는 가변. 공진(共振)하기 어렵다.
기체의 성질로서 보일의 법칙이 있다. 일정 온도에서 기체의 압력과 체적은 반비례한다는 것으로, 기체를 1/2 체적까지 압축하면 압력은 2배가 된다. 즉 반발력도 2배가 되는 것이다.
이러한 공기의 성질을 이용한 것이 공기 현가장치로써, 사람이나 화물을 적재했을 때는 압축되므로 반발력이 강해지며, 그것들을 내리면 원래의 반발력으로 돌아온다. 때문에 평상시에는 상당히 부드러운 용수철 정수를 설정할 수 있으며 적재시에는 아무리 압축해도 기체는 없어지지 않고 보다 강한 반발력을 얻을 수 있다. 또, 금속의 탄력성을 이용하는 금속 용수철로는 흡수할 수 없는 미세한 진동도 감쇠할 수 있다.
공기의 양을 바꾸는 것으로 임의로 용수철 정수(반발력)나 차고를 설정할 수 있지만 공기의 공급원이나 변(弁)장치, 차고의 조절이 필요하게 되어 구조적으로는 복잡해진다.

## 용도

### 철도차량

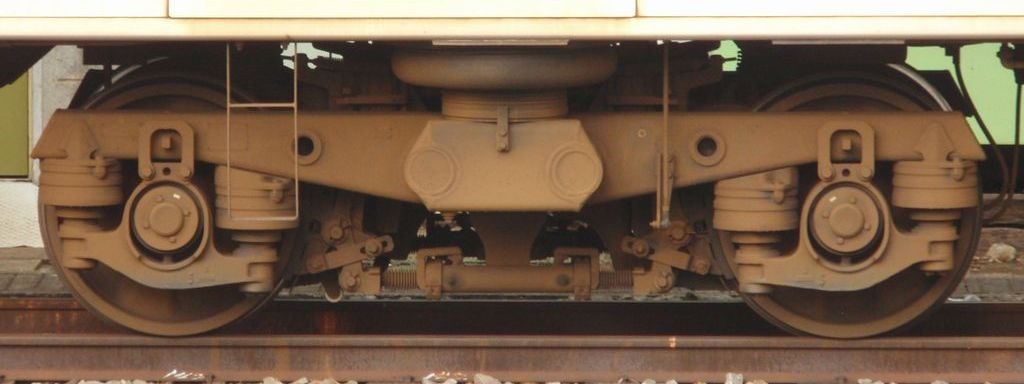
철도차량의 대차(볼스터리스 대차)에서의 사용례. 대차 프레임과 차체 사이에 있는 원반 모양을 한 것이 공기 현가장치다.

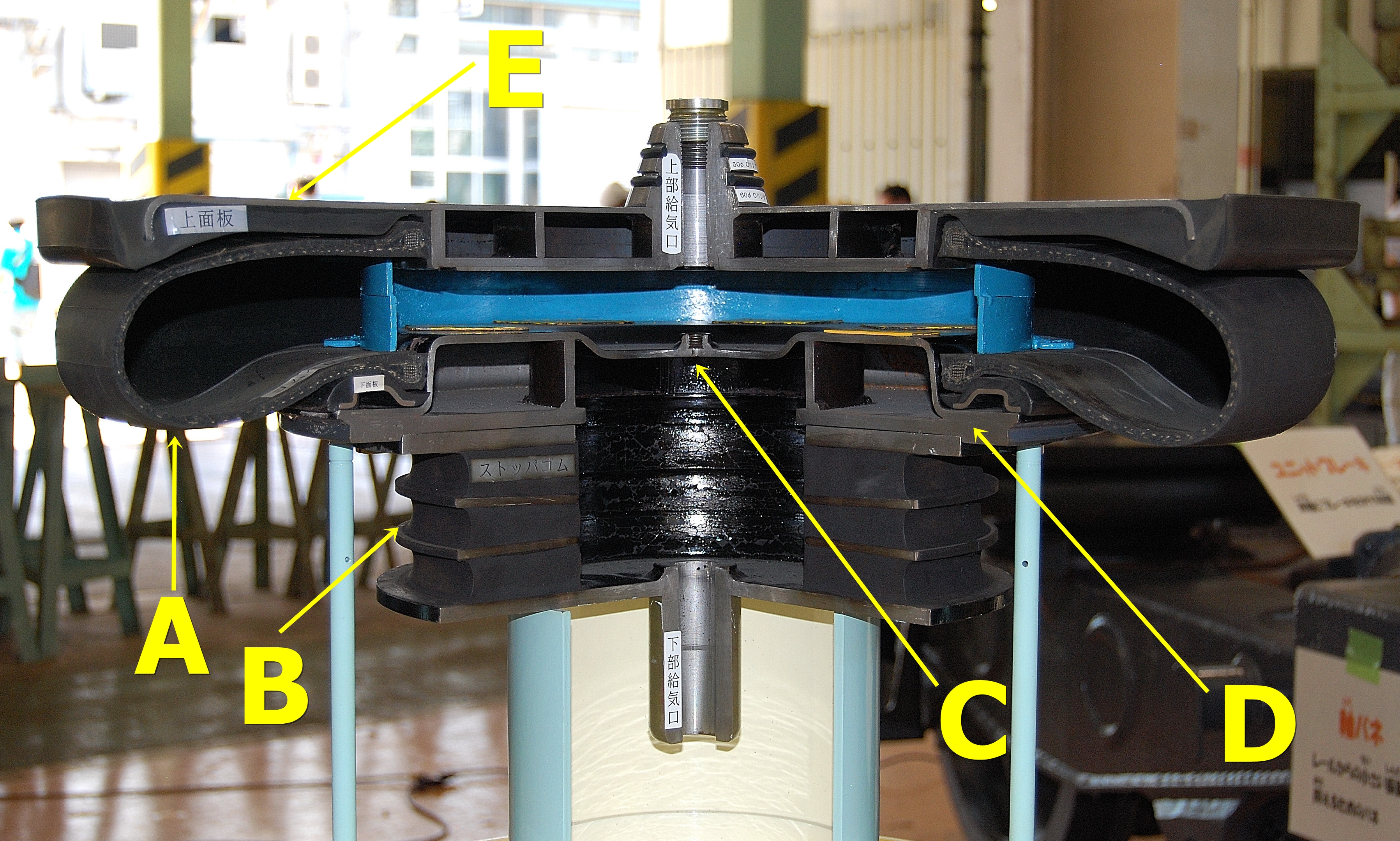
철도차량의 볼스터리스 대차에 사용되고 있는 다이어프램 식 공기 현가장치의 컷 모델. A가 다이어프램, B가 적층 고무, C가 조절 구멍(絞り穴), D가 하면판, E가 상면판.

객차, 화차, 내연동차, 전동차뿐만 아니라 노면전차나 모노레일부터 고속철도에 이르기까지 널리 채용되고 있다. 대부분 대차에 사용되며, 빌로우즈식이나 다이어프램식등의 구조가 있다. 차고 조절은 물론, 다이어프램식의 용수철은, 횡강성이 높은 특징을 살려 대차의 사행동 방지에도 일조하고 있다. 구조는 풍선과 비슷하다.
빌로우즈식은 오로지 상하방향의 충격을 흡수하도록 개발되어 초기에 사용된 방식이지만 횡방향에 대한 강성이 매우 낮다. 다이어프램식은 이것을 개량하여 횡방향에 대해서도 복원력을 갖게 한 것으로 상하좌우 어느 방향의 충격도 흡수한다. 볼스터리스 대차에서는 대차의 회전 방향의 이동도 받기 때문에 다이어프램식의 횡강성을 낮춘 저횡강성 공기 현가장치이 사용된다. 이쪽도 참조.
공기 현가장치 대차에서는 일반적으로 2차 현수장치의 용수철 정수를 내려 부드럽게 하며, 또한 통근용 전동차처럼 만차·공차시 중량 차이(공적차)가 극단적으로 발생하는 환경에서도 충분한 공기 현가장치 작용을 얻기 위해 공기 용량을 증대시킬 목적으로 대차 프레임 내에 보조공기실을 구성해 공기 현가장치와 직결시킨다. 이에 따라 급격한 하중 증가가 발생했을 때에도 충분한 용수철 작용을 가능하게 한다. 또 이 보조공기실과 공기 현가장치 사이에 배관이 있는 경우에는 조절 밸브, 직접 맞닿아있는 경우에는 조절 구멍이라 불리는 공기의 유량을 제한하는 기구를 사이에 넣어(본래 진동 감쇄 작용이 없는 공기 현가장치임에도 불구하고) 오일 댐퍼 등과 병행하지 않고서도 진동 감쇄를 실현하고 있다.
또한, 공적차에 대응하여 공기 현가장치의 공기압을 자동적으로 조절해 차량의 높이를 일정하게 유지하는 자동 높이 조절 밸브를 설치해 필요에 따라 급배기가 이루어지며(공기는 공기압축기에서 만들어진 압축공기를 공기 배관을 통해 보냄), 좌우의 공기 현가장치의 공기압 차가 너무 커졌을 경우 평형을 유지하기 위해 좌우 보조공기실 사이에 공기관을 설치하여, 그 가운데에 차압 밸브라고 불리는 압력 조절 밸브를 설치하고 있다.

### 자동차
공기 현가장치는 대형 자동차를 중심으로 많이 사용되고 있는데, 소형자동차의 경우 유압식 쇼바, 스프링등에 의해 충분한 충격흡수가 가능하지만 대형 자동차는 유압식 완충기로는 충격 흡수에는 한계가 존재하기 때문에 판 스프링등을 많이 사용하여 왔으나 제동계통에 사용되는 압축공기와 공기 현가장치를 사용하여 대형 차량에 알맞은 현가장치 성능을 유지할 수 있어 고급형 버스, 트레일러 등을 중심으로 상당부분 공기 현가장치이 사용되고 있다. 특히 저상버스의 경우에는 공기 현가장치를 응용하여 차체를 한쪽으로 기울이는 닐링을 사용할 수 있다.

## 제조업체
- 한국토미자동차부품공업 (한국)
- ZF자동차부품회사 (독일)
- 컨티넨탈 AG(독일)
- 헨드릭슨자동차부품회사 (미국)

## 같이 보기
- 용수철
- 전자식 용수철
- 가스식 용수철